# Réseau ferré de France
Réseau ferré de France (RFF) war ein französisches Staatsunternehmen, das von 1997 bis zu seiner Auflösung am 31. Dezember 2014 Eigentümer des französischen Schienennetzes war. Das Unternehmen war organisatorisch dem französischen Verkehrsministerium unterstellt und hatte seinen Sitz in Paris. War die Verwaltung des Schienennetzes zuvor Aufgabe der ebenso staatlichen SNCF gewesen, erfolgte nach der durch die Europäische Union geforderten Liberalisierung eine Trennung von Netz und Betrieb. RFF war als ein „öffentliches Unternehmen mit industriellem und kommerziellem Charakter“ (Établissement public à caractère industriel et commercial, EPIC) organisiert.
Zum 1. Januar 2015 wurde RFF zusammen mit einigen Geschäftsbereichen der SNCF zu dem neuen Unternehmen SNCF Réseau unter der Leitung des bisherigen RFF-Chefs Jacques Rapoport umgeformt.

## Geschichte und Funktion
Der von der Europäischen Kommission verabschiedeten Richtlinie 91/440/EWG zur Unabhängigkeit des Infrastrukturbetreibers vom Schienennetzbetreiber kam Frankreich mit der Gründung von Réseau ferré de France im Jahr 1997 nach. RFF leistete seitdem die Verwaltung, den Bau, die Instandhaltung und das Trassenmanagement des staatlichen französischen Eisenbahnnetzes. Gleichzeitig gingen aber auch die dem Netz zugerechneten finanziellen Schulden von der Staatseisenbahn SNCF auf den neuen Betreiber über. Zudem garantierte der französische Staat der SNCF den exklusiven Zugang zum Netz – im Gegenzug verpflichtete sich die Bahn zu einem wirtschaftlich gewinnbringenden Geschäftsverlauf. Während die SNCF seitdem für die Streckenbenutzung ein entsprechendes Entgelt an RFF zahlte, blieb die Staatsbahn weiterhin der Verkehrsdienstleister und für den kommerziellen Teil der Bahnhöfe zuständig.
RFF verwaltete etwa 29.000 Kilometer des französischen Schienennetzes mit über 108.000 Hektar Bahngelände in etwa 10.000 französischen Gemeinden. Im Jahr 2006 verzeichnete RFF einen Verlust von insgesamt 238,4 Millionen Euro im Vergleich zu 126,2 Millionen Euro im Jahr 2005. 2006 investierte RFF 2,33 Milliarden Euro in das französische Schienennetz. RFF beschäftigte über 750 Mitarbeiter.
Seit Anfang 2000 wurde die strikte Trennung zwischen Netz (RFF) und Betrieb (SNCF) wieder stückweise zurückgenommen. So wurden die Instandhaltung des Streckennetzes an die SNCF-Tochter Infra und das Trassenmanagement an die Direction des Circulations Ferroviaires (DCF), eine weitere SNCF-Organisation, übertragen. Da diese Organisationsform zu einem erhöhten Abstimmungsaufwand zwischen SNCF und RFF führte, war in einer zweiten Bahnreform ab 2013 geplant, alle für das Streckennetz relevanten Funktionen in der neuen SNCF-Tochtergesellschaft Gestionnaire d’Infrastructure Unifié (GIU) zusammenzufassen.
Es gibt aber dennoch private Eisenbahnverkehrsunternehmen, die das SNCF-Netz nutzen, wie zum Beispiel Euro Cargo Rail und Veolia Transport. Diese Unternehmen sind bisher nur im Güterverkehr tätig. Das Unternehmen Thello, welches Nachtzüge von Paris nach Venedig seit Dezember 2011 betreibt, ist das erste seiner Art in Frankreich.

## Präsidenten von RFF
- 1997–Juli 2002: Claude Martinand
- Juli 2002–September 2005: Jean-Pierre Duport
- September 2005–Januar 2007: Michel Boyon
- März 2007–Dezember 2012: Hubert du Mesnil
- Dezember 2012–Dezember 2014: Jacques Rapoport[7]